# Giải của Hiệp hội phê bình phim Chicago cho kịch bản hay nhất
Giải của Hiệp hội phê bình phim Chicago cho kịch bản hay nhất là giải thưởng của Hiệp hội phê bình phim Chicago dành cho kịch bản phim, được bầu chọn là hay nhất. Giải này được lập ra từ năm 1990, và ngừng trao từ năm 2006. Từ năm 2006, giải được tách ra thành hai giải riêng: Kịch bản gốc hay nhất và Kịch bản chuyển thể hay nhất.

## Kịch bản đoạt giải & được đề cử

### Thập niên 1990
- 1990: GoodFellas  - Nicholas Pileggi & Martin Scorsese
- 1993: Schindler's List  - Steven Zaillian
- 1994: Pulp Fiction  - Roger Avary & Quentin Tarantino
- 1995: The Usual Suspects  - Christopher McQuarrie
- 1996: Fargo  - Ethan & Joel Coen
- 1997: L.A. Confidential  - Curtis Hanson & Brian Helgeland
- 1998: Shakespeare in Love  - Marc Norman & Tom Stoppard
  - Bulworth - Warren Beatty & Jeremy Pikser
  - Happiness - Todd Solondz
  - A Simple Plan - Scott Smith
  - The Truman Show - Andrew Niccol
- 1999: Being John Malkovich  - Charlie Kaufman
  - American Beauty - Alan Ball
  - Magnolia - Paul Thomas Anderson
  - The Sixth Sense - M. Night Shyamalan
  - Topsy-Turvy - Mike Leigh

### Thập niên 2000
- 2000: Almost Famous  - Cameron Crowe
  - State and Main - David Mamet
  - Traffic - Stephen Gaghan
  - Wonder Boys - Steve Kloves
  - You Can Count on Me - Kenneth Lonergan
- 2001: Memento  - Christopher Nolan
  - A Beautiful Mind - Akiva Goldsman
  - Ghost World - Daniel Clowes & Terry Zwigoff
  - Gosford Park - Julian Fellowes
  - The Royal Tenenbaums - Wes Anderson & Owen Wilson
- 2002: Adaptation.  - Charlie & Donald Kaufman
  - About a Boy - Peter Hedges, Chris & Paul Weitz
  - About Schmidt - Alexander Payne & Jim Taylor
  - Far from Heaven - Todd Haynes
  - Punch-Drunk Love - Paul Thomas Anderson
- 2003: Lost in Translation  - Sofia Coppola
- 2004: Sideways  - Alexander Payne & Jim Taylor
- 2005: Crash  - Paul Haggis & Bobby Moresco
  - Brokeback Mountain - Larry McMurtry & Diana Ossana
  - Capote - Dan Futterman
  - Good Night, and Good Luck. - George Clooney & Grant Heslov
  - A History of Violence - Josh Olson